# Oberweißbach/Thüringer Wald
Oberweißbach/Thüringer Wald Schwarzatal városrésze Németországban, azon belül Türingiában. Lakosainak száma 1678 fő (2017. december 31.).

## Története
Írott forrásban elsőként 1370-ben tűnik fel. 
1600 előtt a település a Greußeni urak hűbérbirtoka volt, majd a schwarzburg-rudolstadti fejedelem vásárolták meg. 1918 és 1922 között Schwarzburg-Rudolstadt szobadállom része volt. Az oberweißbachi hegyi vasút 1919 és 1923 között épült. 1932-ben a települést nyerte el a városi rangot.
A korábban önálló Lichtenhain/Bergbahn település 2008. december 1-jén Oberweißbach városába olvadt be. 2019. január 1-jén Mellenbach-Glasbach és Meuselbach-Schwarzmühle települések Oberweißbach városával egyesültek Schwarzatal várossá.

## Népesség
| Lakosok száma | 1030 | 2081 | 1728 | 1678 |
|               | 1799 | 1900 | 2014 | 2017 |

## Oberweißbach híres szülöttei
- Friedrich Fröbel (1782–1852), aki nyitotta az első németországi óvodát

## Képek

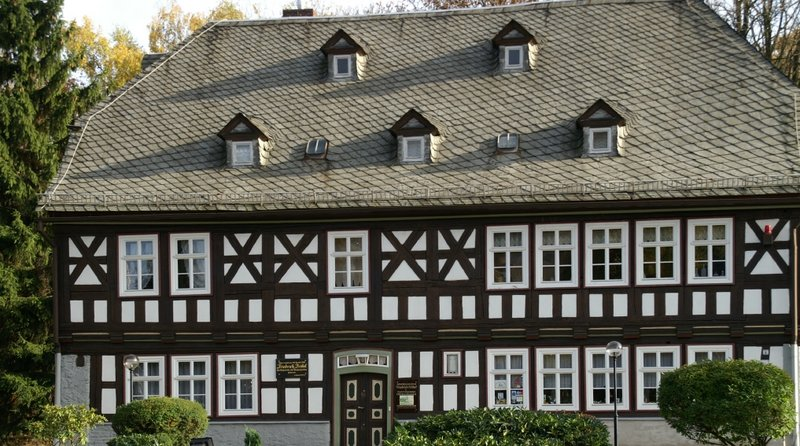
Friedrich Fröbel szülőháza
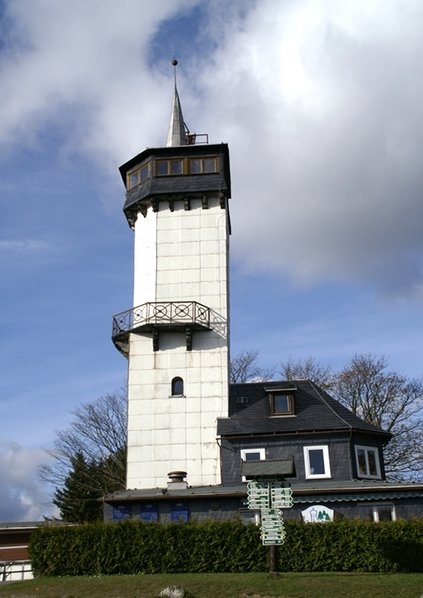
Fröbel-torony
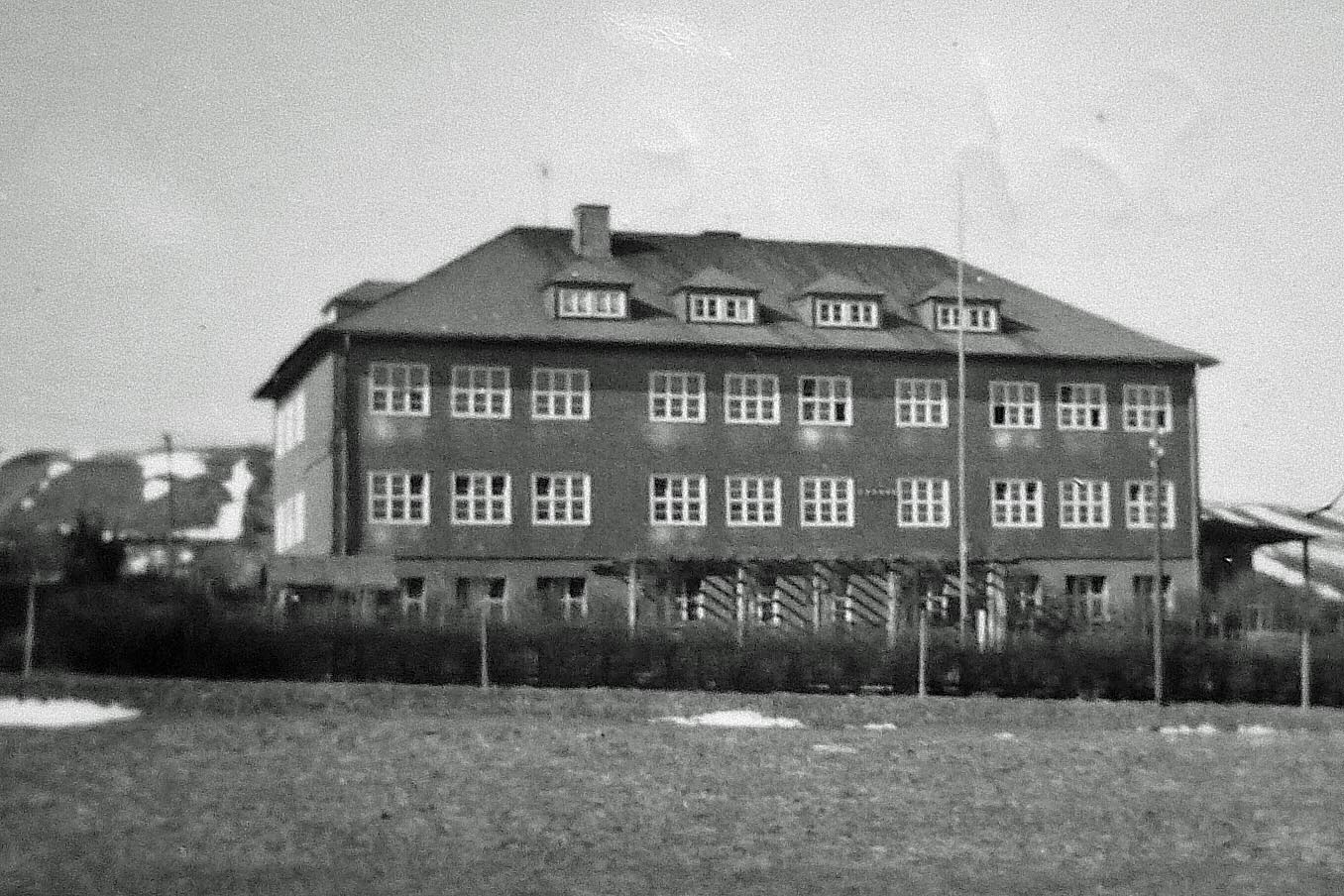
Friedrich-Fröbel-iskola (1957-ben)
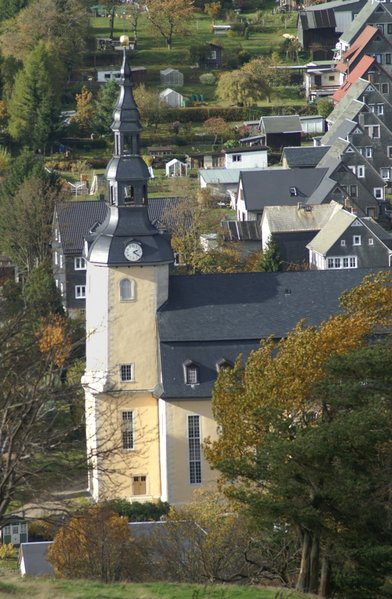
A templom
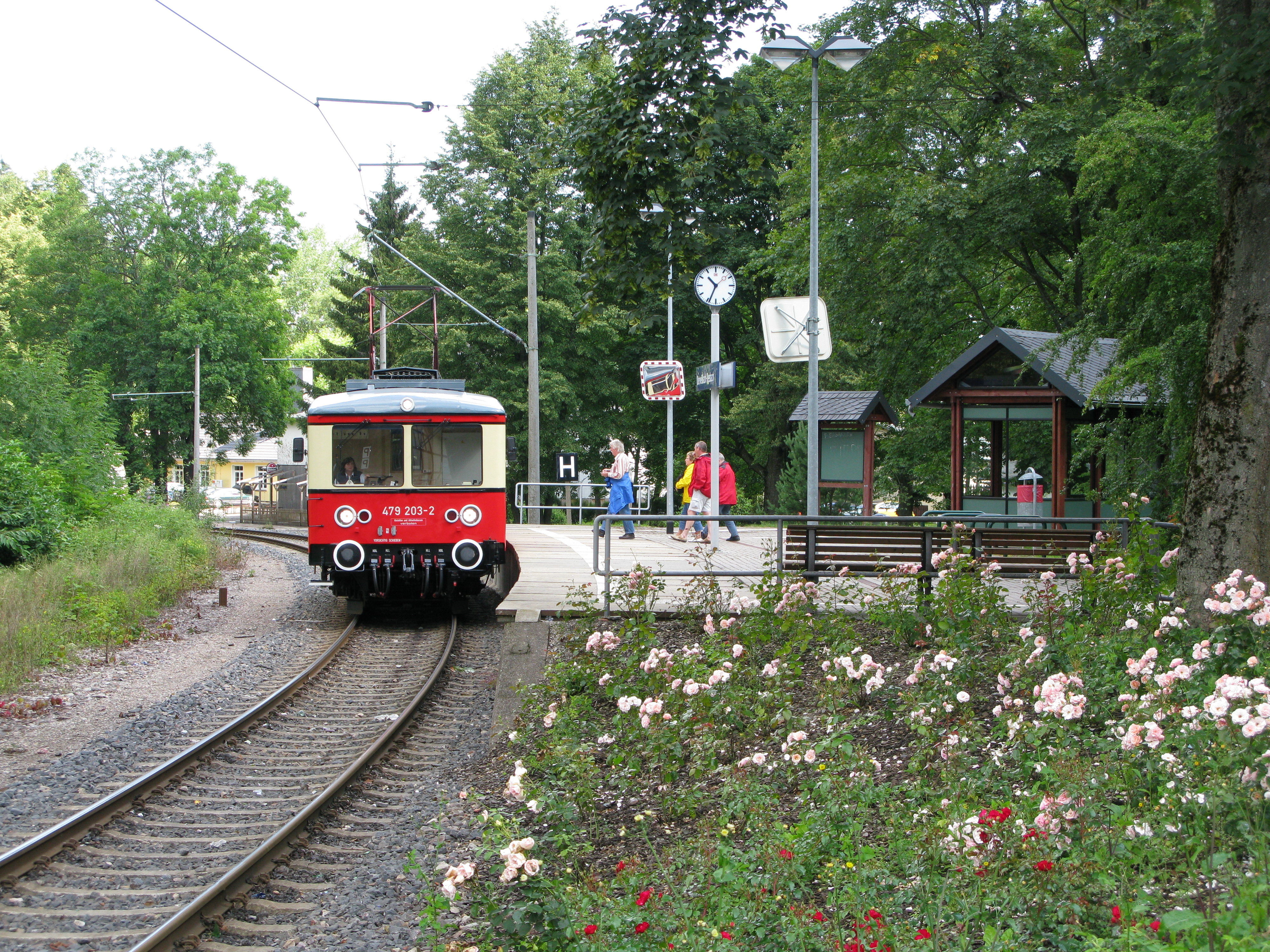
Oberweißbach-Deesbach vasútmegálló